# رودي شومان
رودي شومان (بالألمانية: Rudi Schumann)‏ (15 فبراير 1947 في ألمانيا - ) هو لاعب كرة طائرة ألمانيا الشرقية وألمانيا (وحمل سابقاً جنسية ألمانيا الشرقية). شارك في كرة الطائرة في الألعاب الأولمبية الصيفية – مسابقة رجال ‏ وكرة الطائرة في الألعاب الأولمبية الصيفية 1968 – مسابقة رجال ‏.

## وصلات خارجية
- رودي شومان على موقع اللجنة الأولمبية الدولية (الإنجليزية)
- رودي شومان على موقع أوليمبيديا (الإنجليزية)